# Rafiq al-Tamimi
Pour les articles homonymes, voir Tamimi (homonymie).
Mohammed Rafiq al-Tamimi (en arabe : محمد رفيق التميمي), né en 1889 à Naplouse et décédé en 1957, est un homme politique palestinien.
Nommé en 1945 au Haut Comité arabe, il était également le président d'al-Najjada.

## Jeunesse
Rafiq al-Tamimi est né à Naplouse, au sein d'une famille sunnite. Après avoir suivi ses études élémentaires et secondaires dans sa ville natale, il part pour Constantinople, où il étudie au sein de l’École préparatoire de Marjan.
Ses bons résultats scolaires, lui permettent d'intégrer l'école Mulkiyya et d'avoir une bourse d'études pour La Sorbonne d’où il ressort avec un doctorat es lettres.

## Carrière politique
Après ses études à Paris, il devient fonctionnaire, et sert de directeur dans une école de Beyrouth financé par le gouvernement ottoman. Malgré son poste de fonctionnaire, il intègre avec son ami Awni Abd al-Hadi le comité Al-Fatat qui luttait alors contre la domination ottomane. En 1916, pendant la Première Guerre mondiale, l'administration ottomane lui demande d'écrire un livre d'information sur une province se trouvant au sud de Beyrouth, le Jebel Naplouse.
En décembre 1918, il est élu au comité central d'Al-Fatat.
L'année suivante, après la Grande révolte, qui libère les provinces arabes de la domination ottomane, il crée avec Izzat Darwaza, Said Haydar et d'autres membres d'Al-Fatat le Congrès général syrien. Ce congrès s'opposait à l'idée d'un mandat français ou britannique sur le Levant.
En 1940, il rejoint le Parti arabe palestinien et devient en 1945 son représentant au sein du Haut Comité arabe.
Connu pour être un proche collaborateur d'al-Husayni, il travaille à la fusion des mouvements de jeunesse nationalistes al-Najjada et al-Futuwwa.
Après la conférence de Bloudan en 1946, il quitte le Haut comité, mais est reconduit dans ses fonctions le 5 janvier 1947 par Jamal al-Husseini.
En 1948, il fait partie de la délégation palestinienne à la Ligue arabe, visant à obtenir le soutien des États arabes dans la lutte contre les sionistes.